# نبرد پل آهنین
نبرد پل آهنین (انگلیسی: Battle of the Iron Bridge) یک درگیری نظامی بود که بین امپراتوری بیزانس و نیروهای مسلمان خلافت عرب در سال ۶۳۷ پس از میلاد روی داد. این نبرد به دلیل تأثیر آن بر فتوحات اولیه اسلامی مهم است و نشان دهنده تلاش نهایی امپراتوری بیزانس برای بازپس‌گیری قلمرو در شام است.
این جنگ در نزدیکی پل آهنی، که بر روی رودخانه اورونتس در نزدیکی شهر امروزی حما در سوریه قرار داشت، انجام شد. ارتش بیزانس به فرماندهی تئودور برادر امپراتور هراکلیوس تلاش کرد تا پیشروی مسلمانان را به رهبری خالد بن ولید متوقف کند.
خالد بن ولید از عقب‌نشینی ساختگی استفاده کرد تا ارتش بیزانس را از پل آهنین فریب دهد، قبل از اینکه بچرخد و از پشت به آنها حمله کند. بیزانسی‌ها بر روی پل گیر افتاده بودند و قادر به عقب‌نشینی یا مانور مؤثر نبودند و در نهایت شکست خوردند. خود تئودور در این نبرد کشته شد.
پیروزی در نبرد پل آهنین، کنترل اعراب را بر سوریه تضمین کرد و خالد بن الولید را به عنوان یکی از بزرگ‌ترین فرماندهان تاریخ اسلام معرفی کرد. در این میان، امپراتوری بیزانس ضربه کوبنده ای خورد و نتوانست حمله موفقیت‌آمیز دیگری را علیه اعراب در منطقه انجام دهد.